# Jesús Piñacué Achicué
Jesús Enrique Piñacué Achicué (Páez, Cauca; 2 de enero de 1964) es un líder indígena del pueblo nasa y político colombiano miembro de la Alianza Social Indígena, fue integrante del Senado de Colombia en tres periodos consecutivos.

## Biografía
Nacido en Calderas parte del municipio de Páez (Cauca). Fue líder de las comunidades indígenas desde varios años antes de ser senador. Además se desempeñó como vicepresidente y posteriormente presidente del Consejo Regional Indígena del Cauca (CRIC). 
Para las Elecciones presidenciales de Colombia de 1994, fue postulado a la Vicepresidencia en fórmula con Antonio Navarro Wolff, por la Alianza Democrática M-19.
Fue electo por la Alianza Social Indígena, en tres periodos legislativos continuos entre 1998 y 2002, 2002 y 2006, y finalmente entre 2006 y 2010.
En las elecciones legislativas de Colombia de 2006, Piñacué Achicué fue elegido senador de la república de Colombia con un total de 24.196 votos. Posteriormente fue reelegido en las elecciones legislativas de Colombia de 2002 con un total de 83.594 votos. 
Tuvo participación en las siguientes iniciativas desde el congreso:

- Implementar la Cátedra de Interculturalidad de forma obligatoria en la educación formal, atendiendo el mandato constitucional de diversidad étnica y cultural (Archivado).[3]
- Regular las relaciones entre las autoridades de los pueblos indígenas, y las Autoridades del Sistema Judicial Nacional y las autoridades administrativas. (Archivado).[4]
- Crea el Consejo Superior de Política Criminal y Penitenciaria (Archivado).[5]
- Reglamentar las ARS o EPS de carácter indígena.[6]
- Establecer las disposiciones pertinentes a la preservación y el aprovechamiento sostenible de los recursos pesqueros.[7]
- Estatuto Integral sobre los Derechos de los Pueblos Indígenas.[8]
- Servicio militar voluntario (Archivado).[9]
- Crear la Comisión Nacional de desarrollo integral para los pueblos indígenas y afrodescendientes (Aprobado).[10]
- Régimen de conflicto de interés del reglamento interno del Congreso.[11]
- Busca reducir o congelar el número actual de Concejales de Bogotá (Aprobado).[12]